# Музыкальный современник
Музыкальный современник (журнал музыкального искусства) —  российский журнал, посвященный музыкальному искусству, издававшийся в Петрограде в 1915—1917 годах.